# 10,5 cm Leichtgeschütz 42
A 10,5 cm Leichtgeschütz 42 (rövidítve 10,5 cm L.G. 42 vagy 10,5 cm LG 42, magyarul 10,5 cm-es könnyű löveg 42) egy második világháborús német gyártmányú hátrasiklás nélküli löveg volt, melyet a Rheinmetall gyártott.

## Történet
A fegyver fejlesztésének története nem tisztázott, de valószínűleg az 1941-es krétai csata folyamán használt 7,5 cm LG 40 löveg sikerességén felbuzdulva a németek folytatták a hátrasiklás nélküli lövegek fejlesztését nagyobb kaliberben is. A Krupp cég által kifejlesztett 10,5 cm LG 40 hamarabb hadrendbe került, de a Rheinmetall LG 42-esét nagyobb mennyiségben gyártották.

## Leírás
Az LG 42 alapjában véve a 7,5 cm LG 40 megnövelt méretű és továbbfejlesztett változata. Ehhez a löveghez már a továbbfejlesztett gyújtómechanizmust használták. A többi 10,5 cm-es hátrasiklás nélküli löveghez hasonlóan lövedékei csereszabatosak voltak a 10,5 cm leFH 18 lövegével. Az LG 42–1 változatnál könnyű öntvényelemeket használtak a futóműnél, de az LG 42–2 változatnál már közönséges acélt használtak helyettesítésükre, mivel a könnyű öntvények túl drágák lettek a háború előrehaladtával. Az ejtőernyős műveletekhez mindkét változatot négy részre lehetett szétszerelni.

## Harctéri alkalmazás
A 7,5 cm LG 40 löveggel ellentétben a 10,5 cm-es lövegeket önálló tüzérségi ütegekbe és zászlóaljakba osztották. Ezek között volt a 423-426., 429., 433. és 443. üteg, melyek többségét később a 423. és 424. Leichtgeschütze-Abteilung-ba (könnyű tüzérségi zászlóalj) osztottak. Ezeket az egységeket bevetették a sarkvidéken a 20. hegyi hadsereg (20. Gebirgs-Armee) kötelékében és Közép-Oroszországban, a Közép Hadseregcsoport (Heeresgruppe Mitte) kötelékében is.

## Fordítás
- Ez a szócikk részben vagy egészben  a(z)   10.5 cm Leichtgeschütz 42 című angol Wikipédia-szócikk ezen változatának fordításán alapul.  Az eredeti cikk szerkesztőit annak laptörténete sorolja fel. Ez a jelzés csupán a megfogalmazás eredetét és a szerzői jogokat jelzi, nem szolgál a cikkben szereplő információk forrásmegjelöléseként.